# Zona de transição (Terra)
A zona de transição é uma parte do manto terrestre localizada ao meio do manto inferior e superior, em profundidade entre 410 e 660;km (250 a 400 milhas) e tem cerca de 250 km de espessura. Ela divide o manto da Terra em uma seção superior e inferior, revelando que o interior do nosso planeta é muito mais complexo do que os modelos em três tons de crosta-manto-núcleo.  O manto da Terra, incluindo a zona de transição, consiste primariamente de peridotito, uma rocha ígnea ultrabásica.